# 蘭桂坊協會
蘭桂坊協會（英語：Lan Kwai Fong Association）為香港一個非牟利商會，由逾100間位處蘭桂坊區內的各行各業商戶所組織而成，是為與香港政府的主要溝通橋樑。另外，協會旨在向香港及世界推廣蘭桂坊獨有的文化魅力。
透過贊助，協會與不同的商業機構合作募集資金以定期舉辦娛樂活動，包括一年一度的蘭桂坊音樂啤酒節及蘭桂坊嘉年華等。協會亦會於年度的節慶活動，例如萬聖節及聖誕節等特別打造整條街道的空中裝飾和街頭派對。這些活動是免費向公眾提供，進一步使到整個社區受到利益，突出蘭桂坊的品牌優勢。

## 萬聖節街頭派對
每年萬聖節，市民和遊客都會盛裝打扮成不同的角色人物，來到蘭桂坊慶祝萬聖節。這是全港唯一的免費戶外派對場地，天空掛滿特色的節日裝飾，齊集不同的猛鬼元素，打造獨一無二的「猛鬼街」。當日亦有模特兒化身恐怖厲鬼，與遊人拍照。區內餐廳酒吧亦舉行萬聖節派對，推出特色萬聖節套餐及特飲。

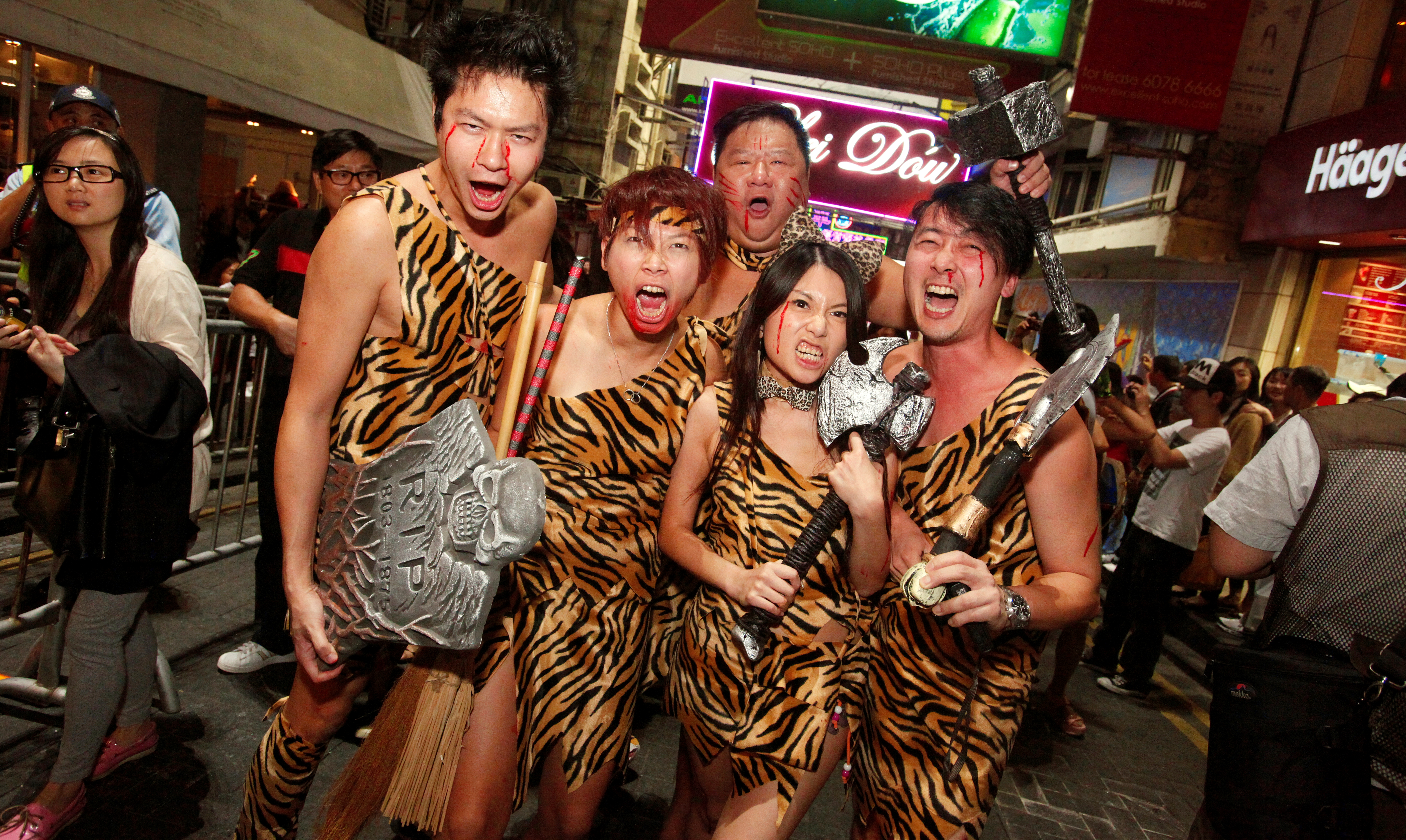
公眾精心扮馬於蘭桂坊慶祝萬聖節。
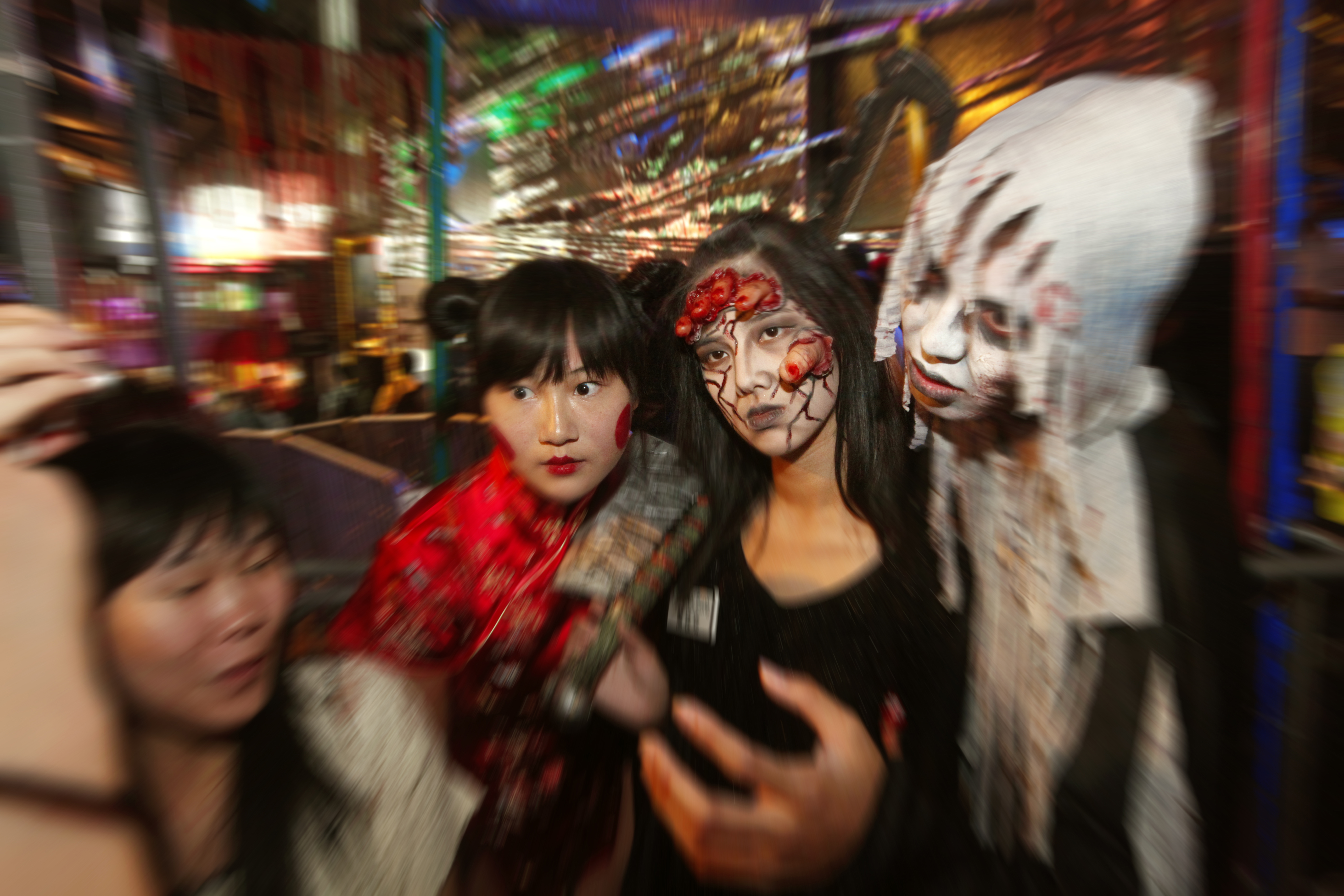
各種形式的「鬼」同時出現於蘭桂坊，展現中西文化共融。
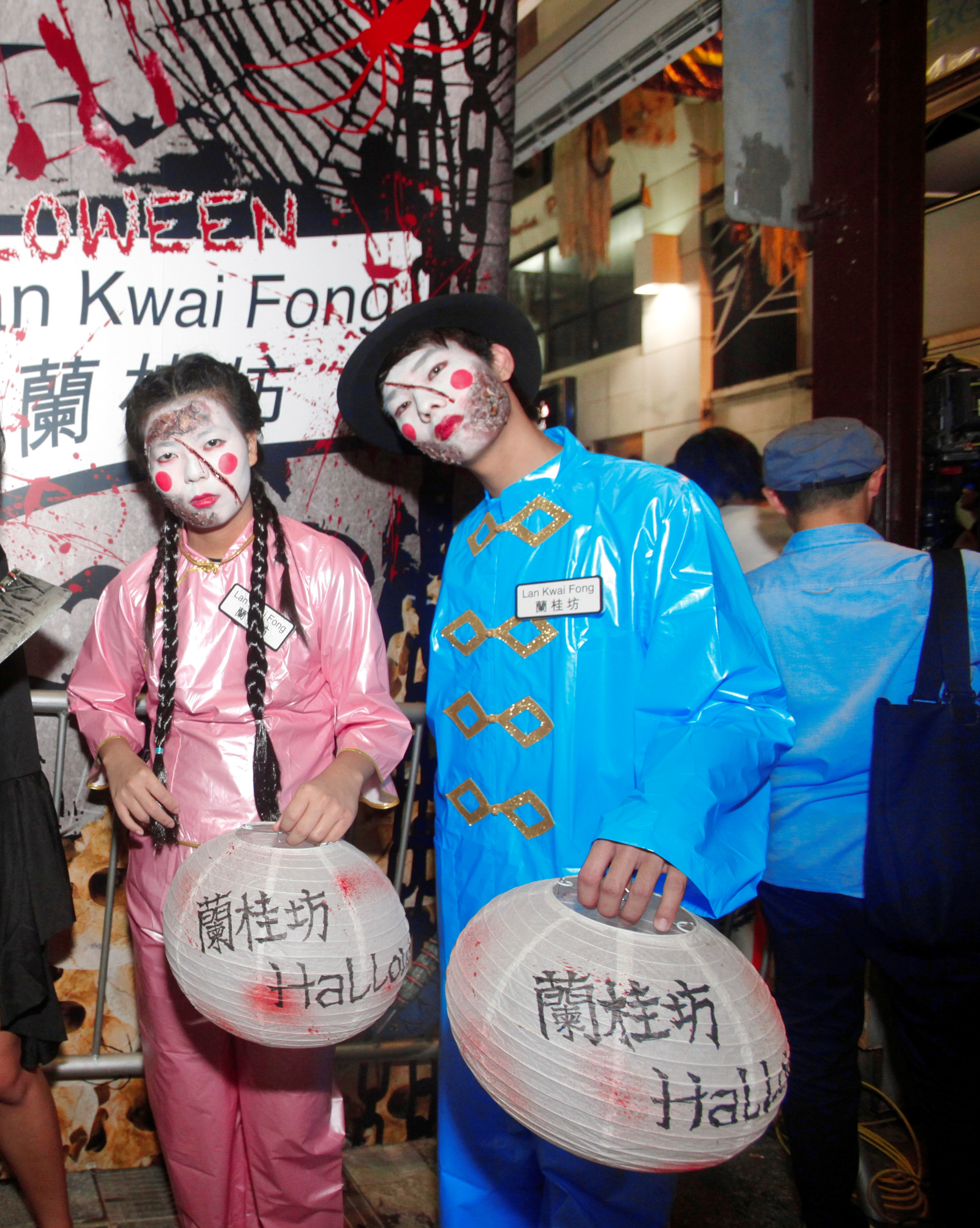
當日模特兒手持蘭桂坊紙燈籠出現。

## 聖誕節及新年慶祝活動
蘭桂坊區內大肆粉飾，配合華麗的裝飾佈置及悅目燈飾，將蘭桂坊打造成全港最大的戶外派對場地。區內各食肆酒吧推出節日派對活動及應節聖誕及新年套餐應市。聖誕節當天及除夕夜，街道上亦安排了聖誕女郎與遊人合照，留下美好回憶。

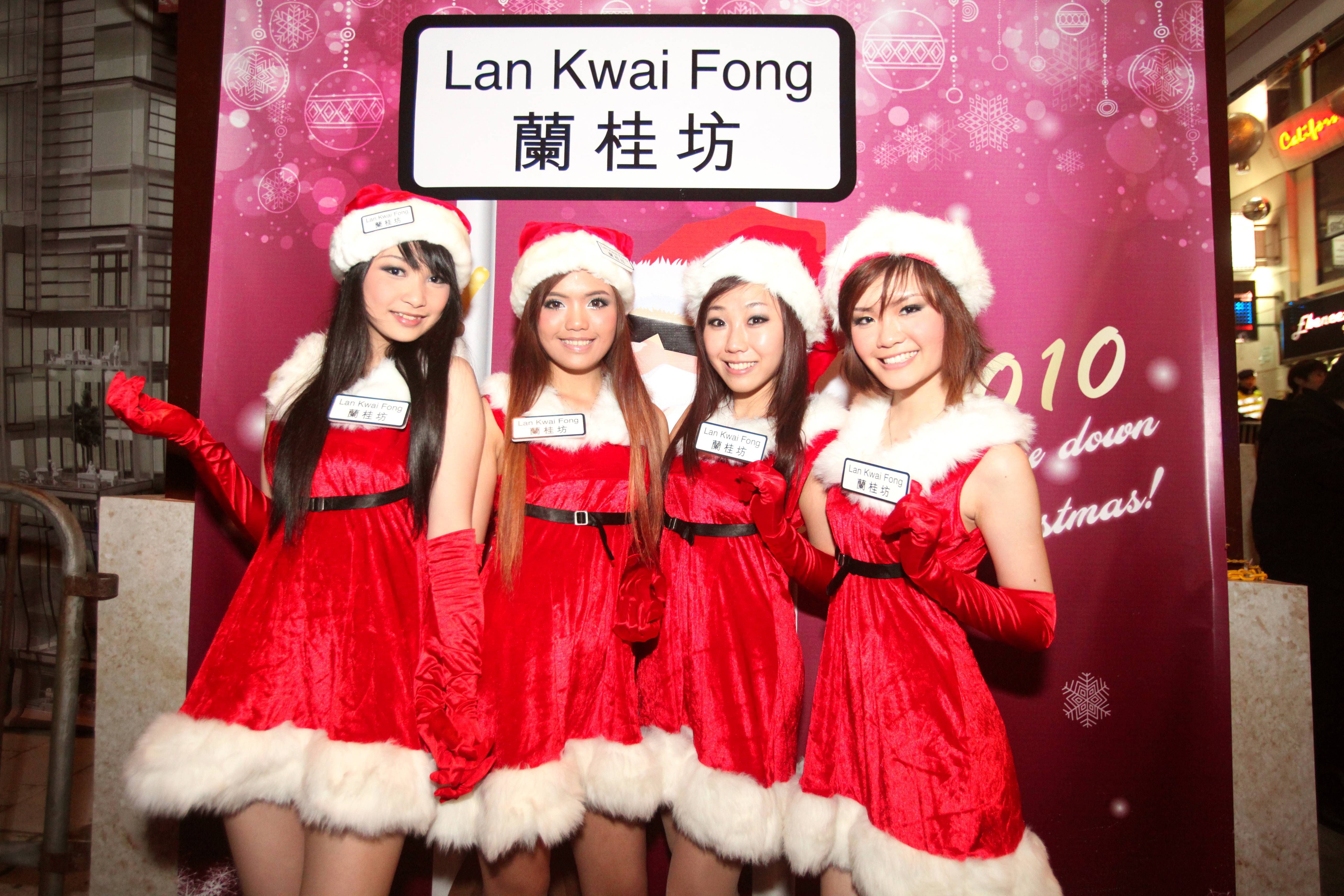
蘭桂坊聖誕女郎。
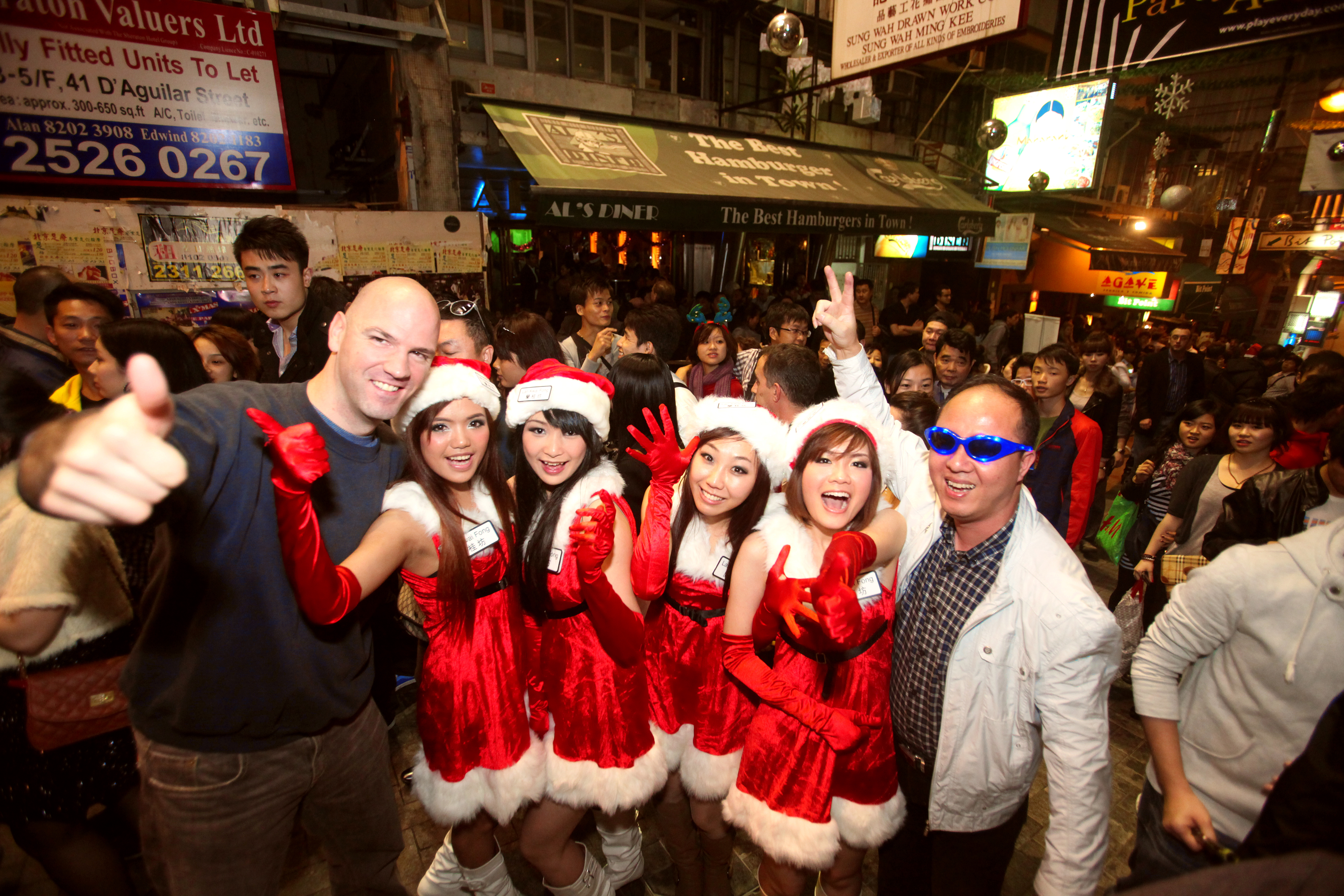
公眾與蘭桂坊聖誕女郎拍照。
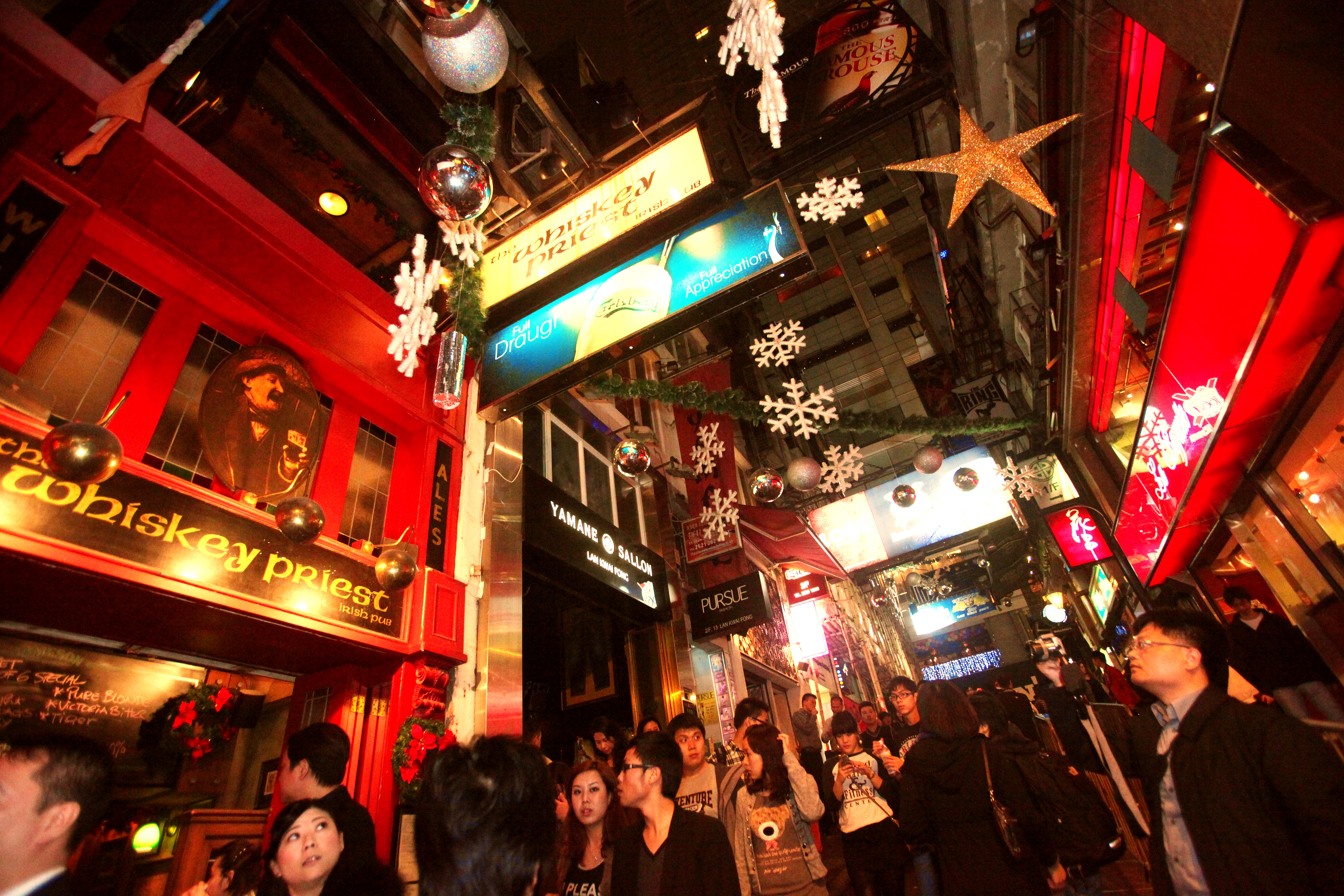
蘭桂坊街上都掛滿聖誕裝飾，營造歡樂節日氣氛。
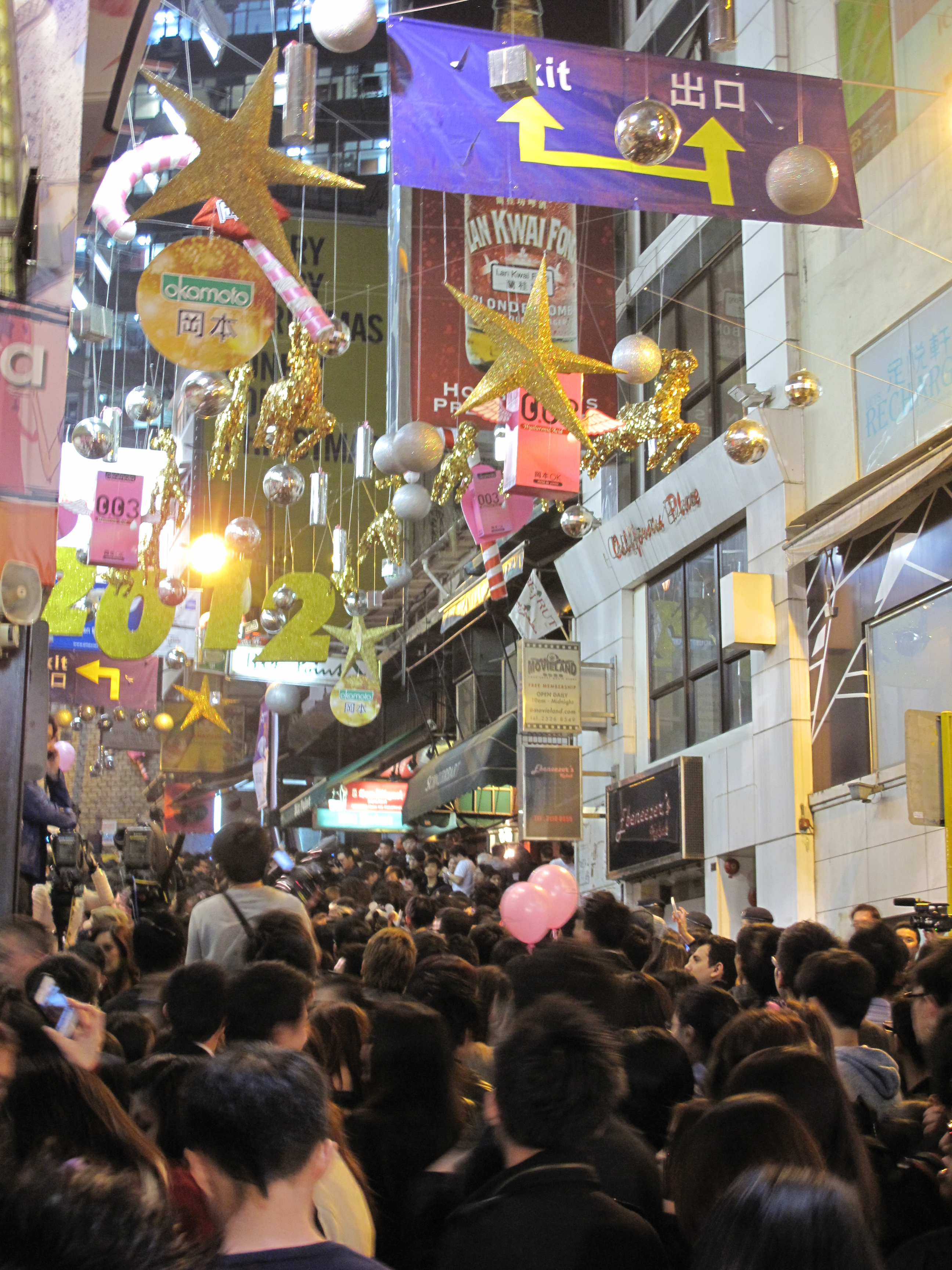
公眾於聖誕節及除夕夜都聚首蘭桂坊，參與聖誕派對。
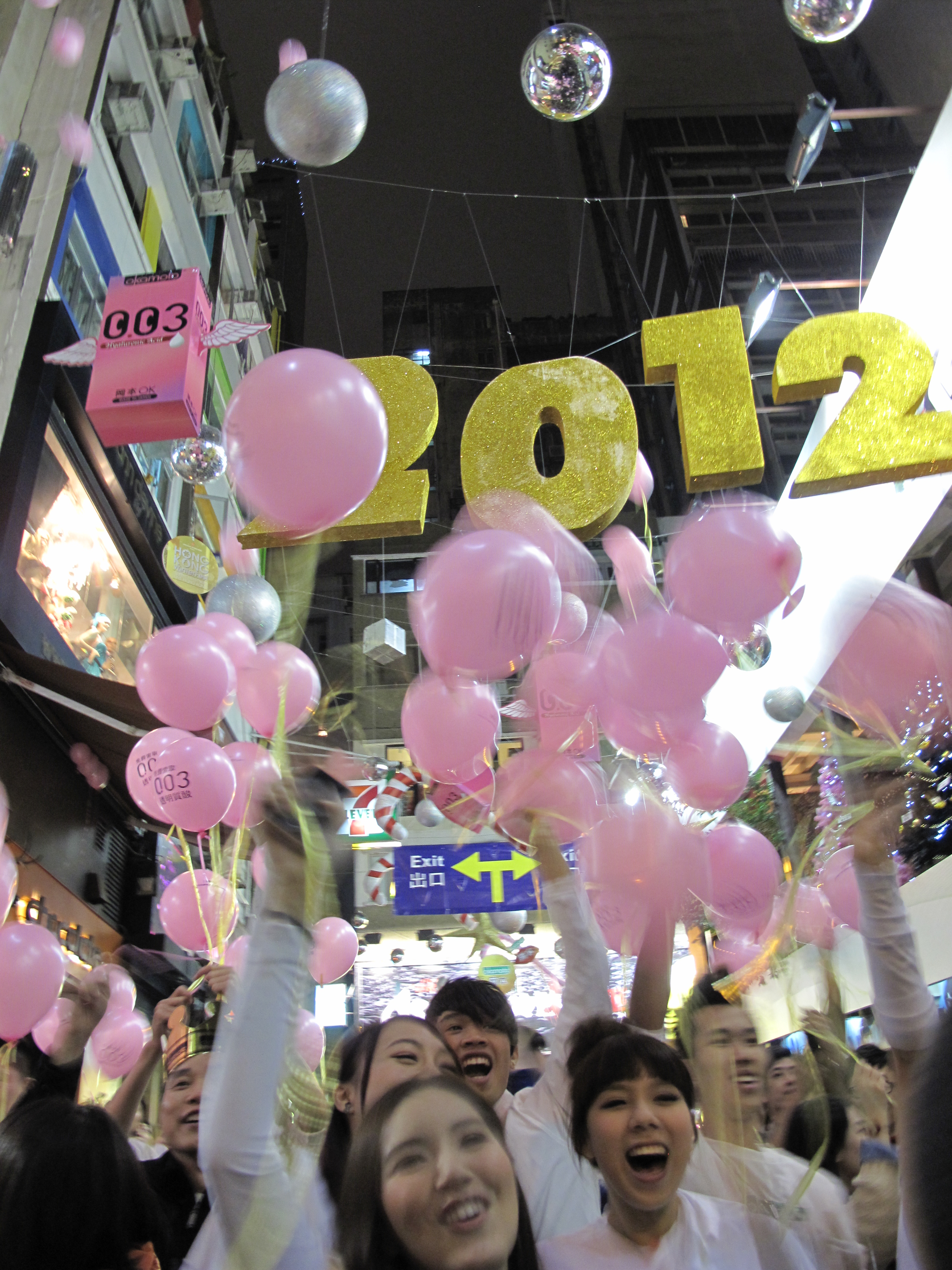
除夕當晚，公眾於蘭桂坊放氣球，迎接新年。

## 外部連結
- 蘭桂坊官方網站 （页面存档备份，存于）
- 蘭桂坊 有趣好玩的生活品牌[永久]